# ژاک باراتیه
ژاک باراتیه (انگلیسی: Jacques Baratier؛ ‏ ۸ مارس ۱۹۱۸ – ۲۷ نوامبر ۲۰۰۹) کارگردان فیلم، و فیلم‌نامه‌نویس اهل فرانسه بود.
از فیلم‌ها یا برنامه‌های تلویزیونی که وی در آن نقش داشته‌است، می‌توان به جعبه‌ها و جحا اشاره کرد.